# پابلو ویلا
پابلو ویلا (انگلیسی: Pablo Villa؛ زادهٔ ۱۲ آوریل ۱۹۷۶) بازیکن فوتبال اهل اسپانیا است.
از باشگاه‌هایی که در آن بازی کرده‌است می‌توان به باشگاه فوتبال کوردوبا و باشگاه فوتبال لگانس اشاره کرد.